# Batocera frenchi
Batocera frenchi là một loài bọ cánh cứng trong họ Cerambycidae.